# Die Wölfin von Frankreich
Die Wölfin von Frankreich (Originaltitel: La Louve de France) ist ein historischer Roman des französischen Schriftstellers Maurice Druon aus dem Jahr 1959. In deutscher Übersetzung erschien er 1960 und erreichte im selben Jahr bereits die 8. Auflage (12.000 Exemplare). „Die Wölfin von Frankreich“ ist der fünfte Teil des Romanzyklus „Die unseligen Könige“ (Les rois maudits), der ab 1955 in sieben Bänden erschien. Er behandelt die Vorgeschichte des Hundertjährigen Krieges zwischen England und Frankreich in den Jahren 1337 bis 1453. Titelfigur ist die englische Königin Isabella, Gattin von König Eduard II. und Tochter des französischen Königs Philipp des Schönen, die auch die „Wölfin von Frankreich“ genannt wurde.

## Handlung
Die Handlung setzt im Jahre 1324 ein, als der von Eduard II. im Tower von London gefangen gehaltene aufrührerische Baron Roger Mortimer ausbricht und nach Frankreich flieht. Eduard entsendet seine Frau nach Frankreich, um bei ihrem Bruder, dem französischen König Karl IV. die Auslieferung Mortimers durchzusetzen. Sie, von ihrem homosexuellen Ehemann enttäuscht und gedemütigt, beginnt stattdessen ein Liebesverhältnis mit Mortimer. Mit ihm und mit Unterstützung holländischer Fürsten kehrt sie 1326 mit Truppen nach England zurück. In einem kurzen Bürgerkrieg wird der allseits verhasste Eduard II. entmachtet und 1327 auf Veranlassung von Mortimer und Isabella ermordet. Mortimer schwingt sich als Regent für den minderjährigen Sohn Eduards und Isabellas, Eduard III., zum faktischen Herrscher von England auf. Er macht sich aber bald seinerseits verhasst und wird 1330 von Eduard III. entmachtet und in London gehängt. Isabella spielt danach keine öffentliche Rolle mehr.
Da aber mit dem Tode von Karl IV. von Frankreich 1328 das Königshaus der Kapetinger ohne direkten männlichen Erben ist, bricht ein Erbfolgestreit aus. Die französischen Barone wählen, mit der Ad-hoc-Begründung, dass die Krone nicht über weibliche Nachkommen vererbt werden könne, einen Vetter von Karl IV. und Neffen von Philipp dem Schönen, Philipp VI. (aus der Nebenlinie Valois) zum König. Eduard III. erhebt seinerseits als Sohn Isabellas und damit direkter Enkel Philipps des Schönen Anspruch auf den französischen Thron, zunächst nur mit diplomatischen Mitteln, aber seit 1337 auch mit dem Versuch, Frankreich militärisch zu erobern. Das löst den Hundertjährigen Krieg aus.
Hauptfigur des Romans ist aber nicht Isabella, sondern der französische Baron Robert von Artois, der – historisch – an den meisten der geschilderten Ereignisse mehr oder minder beteiligt war. Er unterstützte Mortimer und Isabella bei der Eroberung Englands. Er betrieb die Wahl Philipps VI. zum König und war dann sein engster Berater. 1331 fiel er in Ungnade, als er mit Urkundenfälschung und wohl auch mit Giftmord versuchte, seinen jahrzehntealten Erbschaftsprozess um die Grafschaft Artois zu gewinnen. Er floh schließlich nach England und drängte maßgeblich Eduard III., seine Thronansprüche durch Krieg durchzusetzen. Er kämpfte als Befehlshaber in den in Frankreich einfallenden englischen Armeen. Er fiel 1342 bei der Belagerung von Vannes in der Bretagne und wurde in der St Paul’s Cathedral in London begraben.

## Deutsche Ausgabe
Der Romanzyklus Die unseligen Könige wurde seit 2007 in einer neuen deutscher Übersetzung herausgegeben. Neben den Auftaktbänden Der Fluch aus den Flammen (Teil 1 und 2 des Zyklus) erschienen Das Gift der Krone (Teil 3 und 4) sowie 2008 Lilie und Löwe mit Die Wölfin von Frankreich als Auftakt sowie den beiden restlichen Bänden.